# (34017) Geeve
2000 OD17 (asteroide 34017) é um asteroide da cintura principal. Possui uma excentricidade de 0.08587410 e uma inclinação de 1.75876º.
Este asteroide foi descoberto no dia 23 de julho de 2000 por LINEAR em Socorro.